# قطب‌نما

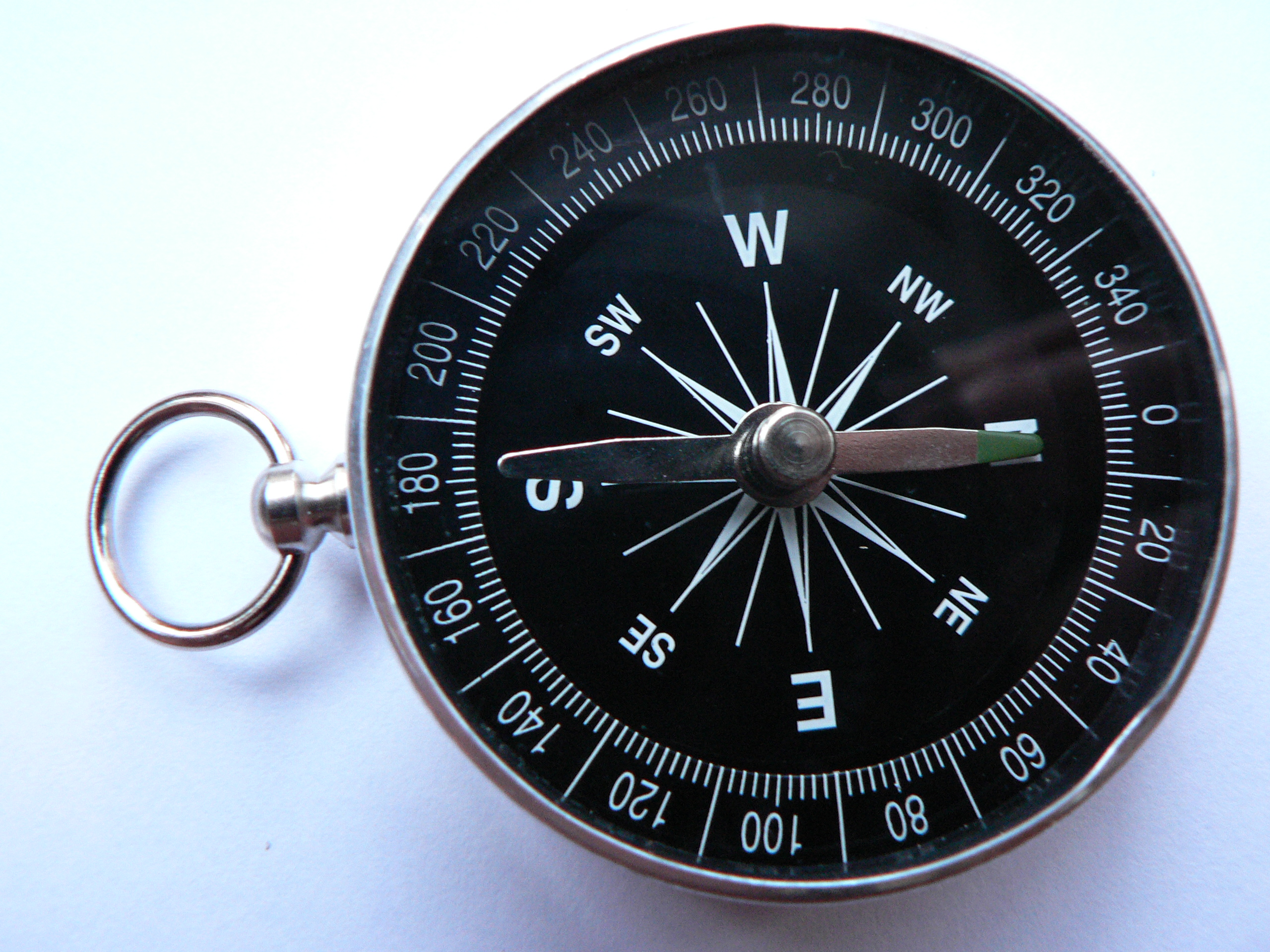
یک قطب‌نما.

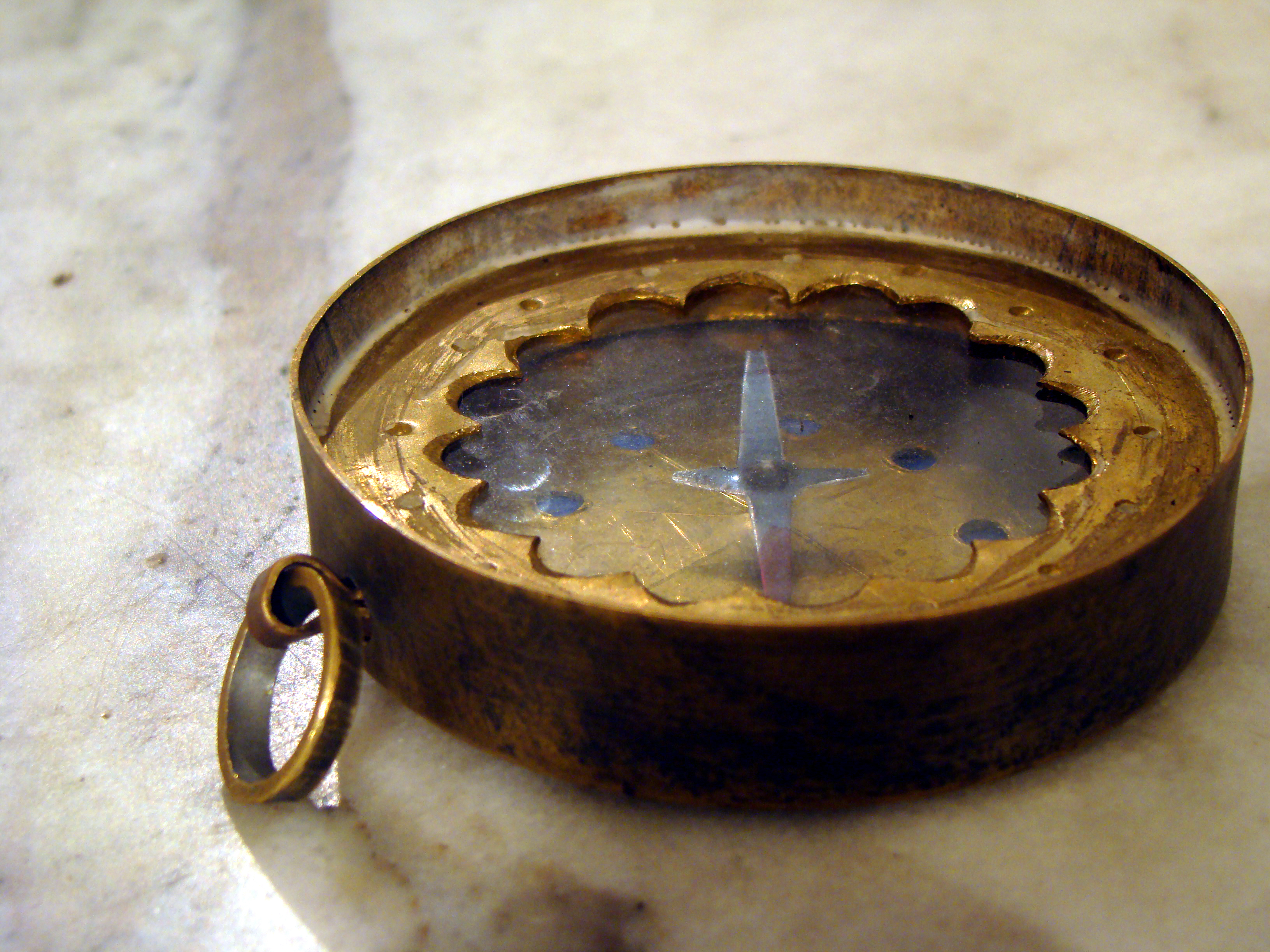
قطب‌نمای برنجی کار استاد ابراهیم لاتخافی، اصفهان.

قُطب‌نما (به انگلیسی: Compass) وسیله‌ای که با استفاده از میدان مغناطیسی زمین جهت قطب شمال را نشان می‌دهد.

## پیشینه
چینیان نخستین بار تقریباً در آغاز تقویم میلادی قطب‌نما را با شناور کردن تکه ای سنگ ماگنت بر روی چوب پنبه شناور بر آب ساختند.
اما در شاهنامه فردوسی (که نوعی تاریخ ایرانیِ اساطیری شده را در درون خود دارد)، صحبت از قطب نمای تَر (مبتنی بر سوزن آهنی شناور بر روی سطح آب و مورد کاربرد دریانوردان در قدیم) در دوران گشتاسپ در داستان هفت خان اسفندیار است.
گذرگاه این آب دریا کجاست 
بباید نمودن به ما راه راست 
بدو گفت با آهن از آبگیر 
نیابد گذر پر و پیکان تیر 
اگر نقل موجود در این ابیات، مربوط به دوران های کهنِ قبل از فردوسی باشد و اگر ریشه در بازروایت برخی واقعیات تاریخی (ولو در قالب اسطوره سازی شده) مربوط به دوران کیانیان (یعنی هخامنشیان) داشته باشد، در این صورت می توان گفت که ممکن است اختراع قطب نما، ارتباطی با ایرانیان هم داشته بوده باشد.

### قطب‌نمای خشک
ظاهراً نیاز مسلمانان در قبله یابی در بیابان باعث ابداع قطب‌نمای بدون آب که عقربه آن بر روی محور می‌چرخد شد. در ۱۳۰۰ میلادی منجم مصری مؤذن ابن سمعون ساختمان قبله‌نمای خشک را شرح می‌دهد.
دریانوردان مسلمان از تیغه فولادی که به شکل ماهی کوچکی ساخته و آنرا با مالیدن به سنگ ماگنت مغناطیسی می‌کردند استفاده می‌کردند.

### قطب‌نمای مدرن
در قرن ۱۴ میلادی دریانوردان مسلمان درجه‌بندی را بر روی قطب‌نما انجام دادند که از طریق آن می‌شد مسیر کشتی را تعیین کرد. تا قبل از آن قطب‌نما فقط برای پیدا کردن جهت‌های اصلی استفاده می‌شد ولی از این ببعد برای ناوبری و محاسبه مسیرها می‌شد از آن استفاده کرد.

## تفاوت شمال مغناطیسی با شمال واقعی
شمال مغناطیسی با شمال حقیقی مقداری فاصله دارد. زاویه بین شمال حقیقی و شمال مغناطیسی، میل مغناطیسی نامیده می‌شود. امروزه برای تعیین شمال حقیقی از قطب‌نماهای پیشرفته‌تری مانند قطب‌نمای ژیروسکوپی استفاده می‌شود.

## قطب‌نماهای مدرن
قطب‌نماهای مغناطیسی جدید کشتی‌ها معمولاً از چند آهنربا ساخته شده که بر روی یک قرص مسطح به نام صفحه قطب‌نما نصب شده‌است. صفحه قطب‌نما بر محوری چنان سوار شده‌است که بتواند به آزادی نوسان کند. صفحه و محور در ظرف شیشه‌ای بسته‌ای قرار دارند که معمولاً از مخلوطی از الکل پر شده و صفحه بر روی آن شناور است. مخلوط الکل برای این است که در هنگامی که کشتی به این سو و آن سو نوسان می‌کند از نوسان صفحه جلوگیری شود. آهنرباها صفحه‌ها را به اطراف می‌کشند و جهات را نشان می‌دهند.
قطب‌نماهای پیشرفته که بیشتر در صنایع مخابرات و امور نظامی به کار برده می‌شوند، مجهز به سلول‌های شب‌نما هستند این نوع قطب‌نماها در دوربینهای دو چشمی نظامی، تانکها، نفربرها و حتی در ساختمان برخی خودروهای پیشرفته نیز به کار می‌روند.
از قطب‌نماهای پیشرفته در اندازه‌گیری طول جغرافیایی و عرض جغرافیاییِ محل نیز استفاده می‌کنند که در نقشه‌خوانی، پیاده‌سازی عملیات نظامی، دیده‌بانی در مناطق جنگی و … استفاده می‌شود.

## تأثیر جاذبه‌های مغناطیسی موضعی
اشیای آهنی و فولادی یا منابع الکتریکی عقربه را از جهت قطب مقداری منحرف می‌کنند، که به آن انحراف مغناطیسی می‌گویند؛ بنابراین، هنگام استفاده از قطب‌نما باید مطمئن شویم که از اشیای انحراف‌دهنده به اندازه کافی دور است.

### حداقل فاصلهٔ وسایل مختلف از قطب‌نما
| اشیا                      | فاصله   |
| ------------------------- | ------- |
| خطوط برق فشار قوی         | ۵۵ متر  |
| کامیون و اتومبیل          | ۱۰ متر  |
| خطوط تلفن                 | ۱۰ متر  |
| ابزار الکتریکی و مکانیکی  | ۲ متر   |
| کلاهک‌ها و اشیاء کوچک فلزی | ۲/۱ متر |